# Blumenthal (Naturschutzgebiet)
Das Naturschutzgebiet Blumenthal liegt auf dem Gebiet der Gemeinde Prötzel im Landkreis Märkisch-Oderland in Brandenburg.
Das rund 135 ha große Gebiet mit der Kenn-Nummer 1102 wurde mit Verordnung vom 1. Mai 1984 unter Naturschutz gestellt. Das Naturschutzgebiet mit dem Großen Pichesee erstreckt sich südwestlich, westlich, nordwestlich und nördlich von Blumenthal, einem Gemeindeteil von Prötzel. Am südlichen Rand des Gebietes verläuft die B 168, am südöstlichen Rand erstreckt sich der Blumenthalsee.